# Aberratio causae
In diritto penale, la locuzione latina aberratio causae si riferisce a una particolare ipotesi d'errore nella fase esecutiva di un reato.
Si verifica quando il reo provoca proprio l'evento da lui voluto, e proprio nei confronti della vittima designata, ma attraverso una serie causale imprevista (es.: Tizio getta Caio nel fiume contando di farlo annegare, invece Caio muore picchiando la testa contro il pilone del ponte).
L'aberratio causae non è disciplinata dalla legge e si considera irrilevante. In sua presenza, infatti:
- se il reato è a forma libera, il dolo non è escluso (l'omicidio resta volontario indipendentemente dalle modalità impreviste);[3]
- se invece il reato è a forma vincolata, allora il problema del dolo neanche si pone, essendo il fatto radicalmente atipico (la “truffa” che non avviene «con artifizi o raggiri», semplicemente, non è una truffa).[3]